# 佩爾梅克圖書館
佩爾梅克圖書館（荷蘭語：Bibliotheek Permeke）是比利時安特衛普的主要公共圖書館。
該圖書館以比利時畫家康斯坦特·佩爾梅克的表弟奧斯卡·佩爾梅克 (Oscar Permeke) 的命名，他之前曾在該建築內經營佩爾梅克汽車車庫。
圖書館於2005年4月22日開放，這是安特衛普作為當屆世界圖書之都頭銜的最後一天。